# Ынат
Ынат — река в России, протекает по Троицко-Печорскому району Республики Коми. Устье реки находится в 78 км от устья Северной Мылвы по правому берегу. Длина реки составляет 63 км, площадь водосборного бассейна — 350 км².
Исток реки в болотах в 10 км к западу от посёлка Комсомольск-на-Печоре. Река течёт на север, перед устьем поворачивает на запад. В низовьях образует старицы, русло извилистое. Всё течение проходит по ненаселённому заболоченному таёжному лесу.
Притоки — Ынатвож, Гора-Ёль, Тыбъю, Войвож, Лёкъёль (все — правые).

## Данные водного реестра
По данным государственного водного реестра России относится к Двинско-Печорскому бассейновому округу, водохозяйственный участок реки — Печора от истока до водомерного поста у посёлка Шердино, речной подбассейн реки — Бассейны притоков Печоры до впадения Усы. Речной бассейн реки — Печора.
Код объекта в государственном водном реестре — 03050100112103000060009.